# James Burke (criminel)
Pour les articles homonymes, voir Burke et James Burke.
James Burke (5 juillet 1931 New York City, New York – 13 avril 1996 Alden, New York) alias Jimmy The Gent, était un gangster irlando-américain qui était un associé de la famille Lucchese sous le commandement de Paul Vario. Burke œuvrait dans le trafic de drogue, de cigarettes, le racket, l'usure et l'assassinat.

## Biographie
La famille Lucchese l'utilisait pour certains de ses contrats. Le FBI le soupçonne d'environ 50 à 60 meurtres.
Après 10 ans d'incarcération pour l'agression d'une personne, il sort en 1978. Toujours la même année, il est le maître d'œuvre du casse de la Lufthansa pour un montant de 5 millions de dollars et 785 000 dollars de bijoux.
Il était associé en affaire avec Thomas DeSimone et Henry Hill pour un trafic de stupéfiants. Hill et DeSimone n'étaient alors que de jeunes adolescents lorsque James Burke et Paul Vario les prirent sous leur aile. Il est appréhendé en 1982 à la suite du témoignage d'Henry Hill. Il meurt d'un cancer en prison en 1996.

## Notoriété
Sa vie fut retranscrite, ainsi que celle d'Henry Hill et de Thomas DeSimone, au cinéma dans le film de Martin Scorsese, Les Affranchis. Son rôle est tenu par Robert De Niro mais est nommé Jimmy Conway dans le film.
Il a également inspiré le personnage de Jimmy Conway dans le film de Sergio Leone, Il était une fois en Amérique. Son rôle y est tenu par Treat Williams.